# Pierre Tétar van Elven

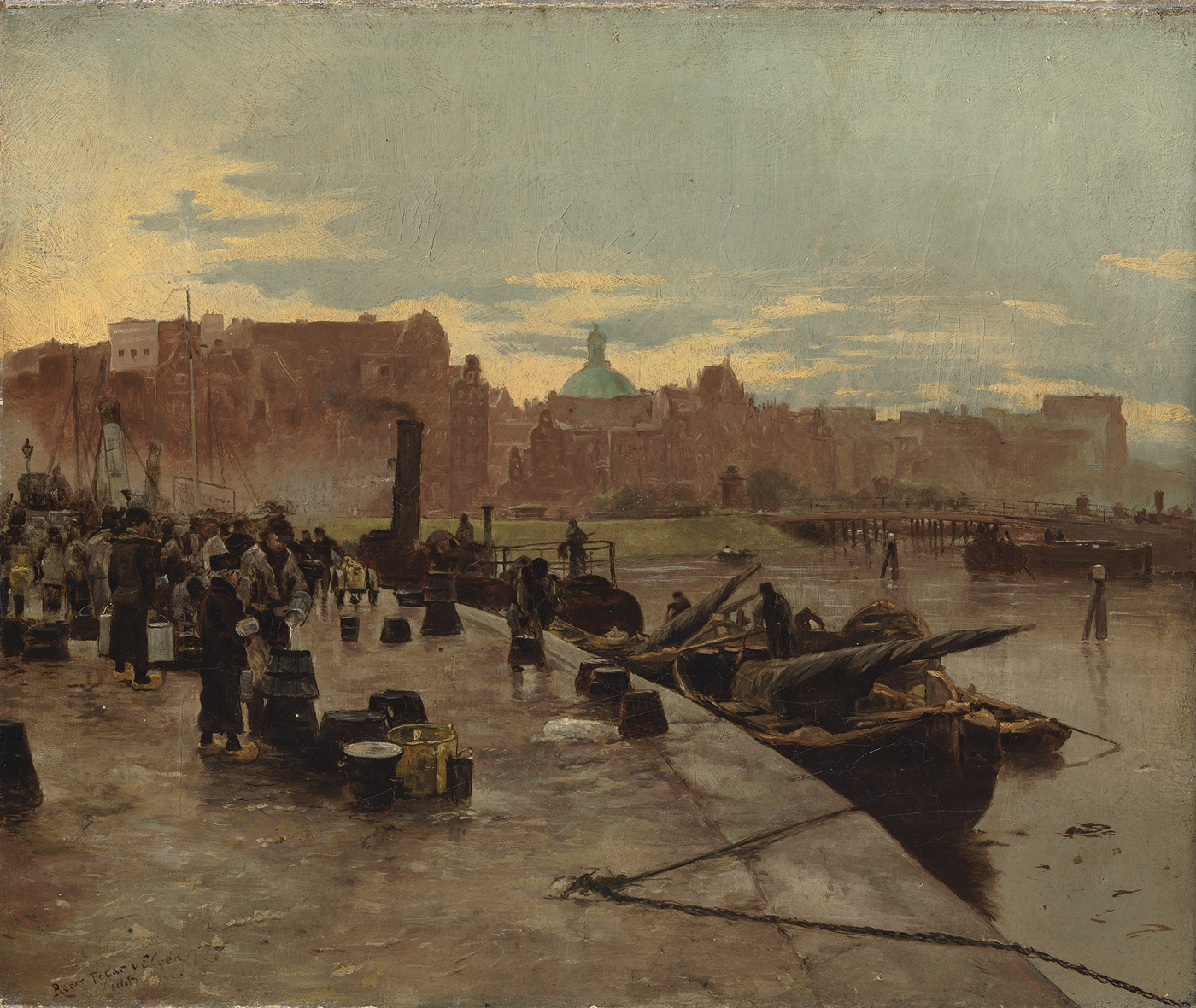
Melkmarkt aan de Prins Hendrikkade

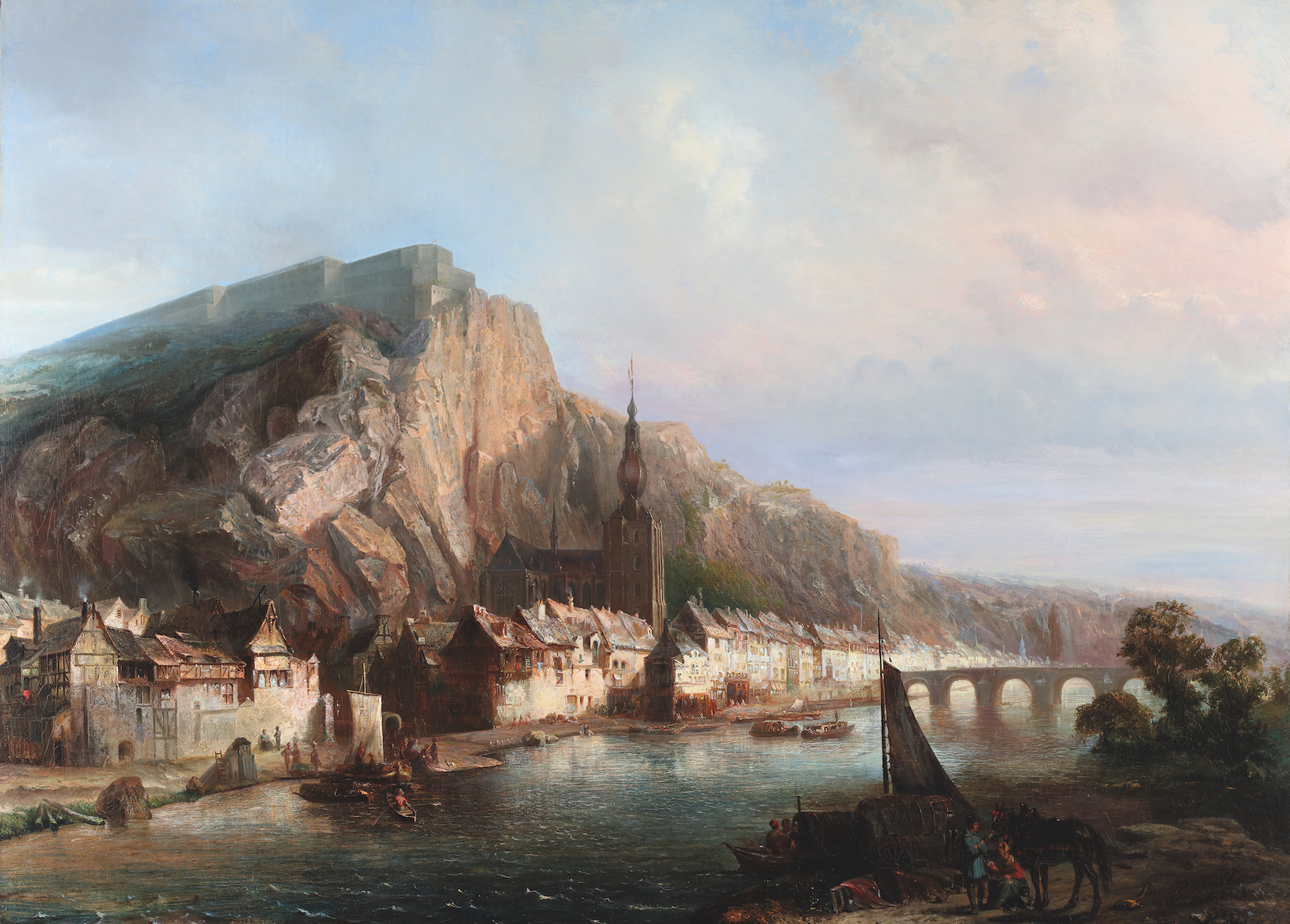
Zicht van Dinant (Brusselse collectie)

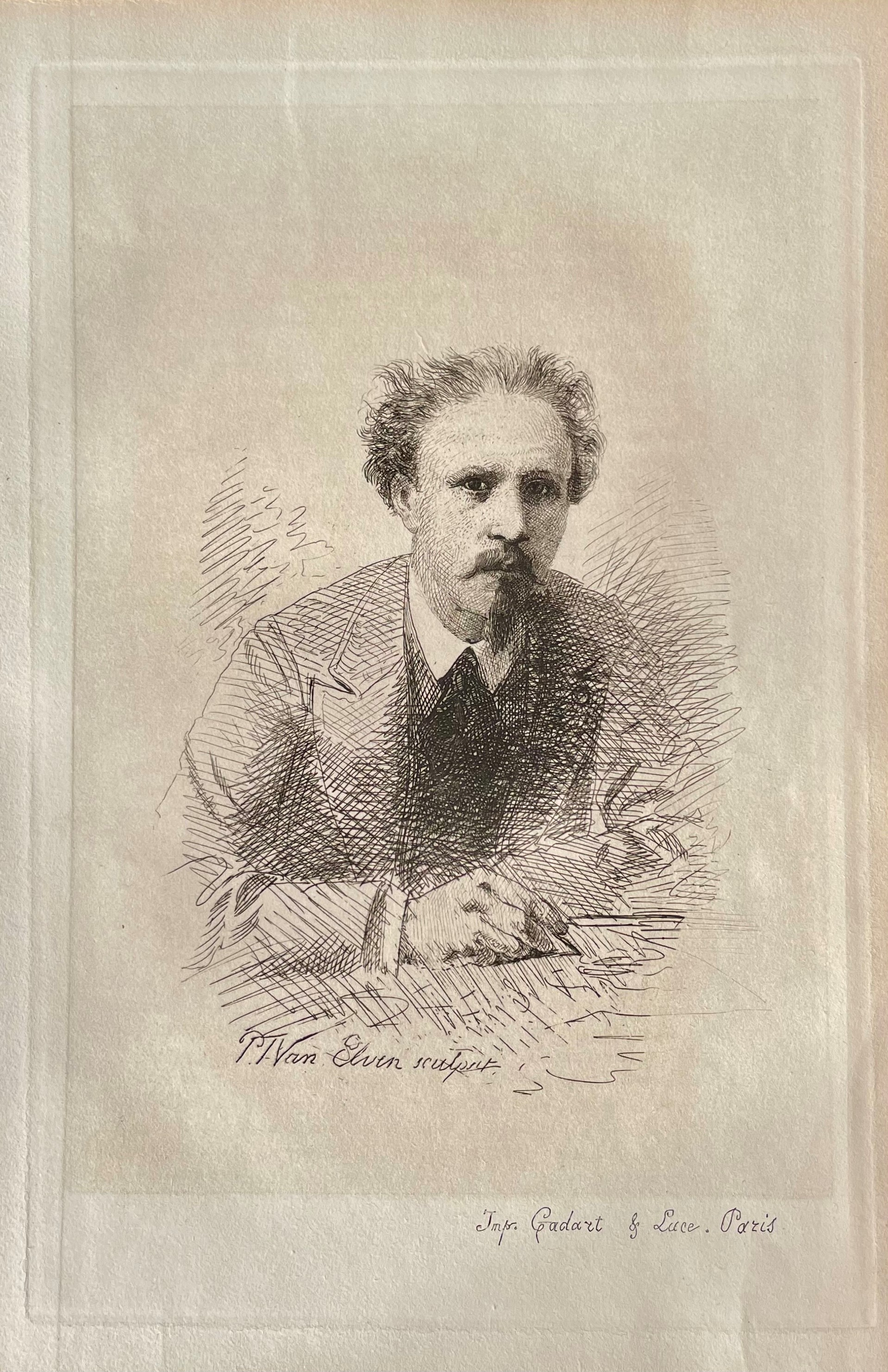
Zelfportret van Pierre Tétar van Elven

Pierre Henri Théodore (Petrus Henricus Theodorus) Tétar van Elven (Sint-Jans-Molenbeek, 30 augustus 1828 - Milaan, 1 mei 1908) was een Nederlands schilder en etser uit de 19e eeuw met een voorkeur voor architectuur, landschappen en Italiaanse stadsgezichten (vedutas). Hij schilderde ook enkele genrestukken met de Franse high society en leden van Europese vorstenhuizen. Hij was een telg van de kunstenaarsfamilie Tétar van Elven. Hij signeerde zijn werk als Pierre Tetar van Elven, P. Tetar van Elven, PTV van Elven waarbij de eerste drie letters verweven zijn, en als Van Elven zonder voorletters. 

## Familie
Pierre was de zoon van de schilder Jan Baptist Tétar van Elven (1805 - 1889) en diens nicht Françoise Sophie (Fanny) Noël (1795-1858).     
De vader van Jan Baptist was de stenograaf en letterkundige Henricus Lambertus (Henri) van Elven (1781-1855) en zijn moeder was Anne Françoise Felicité Tétar (1776-1810). Anne's vader was de schoenmaker Jean Baptiste Paul Tétar, die vanuit de Franse havenstad La Rochelle naar Amsterdam was gekomen. Daar was hij getrouwd met Françoise Boussu. Haar vader was de vioolbouwer Benoit Joseph Boussu, wiens werk is te zien in het Muziekinstrumentenmuseum in Brussel. Een volle oudere broer van Jan Baptist is de architect Martinus Gerardus Tétar van Elven (1803-1882), tevens hoofdonderwijzer bouwkunde aan de Koninklijke Akademie 1835-1870. 
Na de dood van Anne is Henricus zich Henri Louis Tétar van Elven gaan noemen. Hij hertrouwde in 1811 met Dorothea Carolina de Hosson (1792-1870), een dochter van de kunstschilder en tekenleraar Bernardus Franciscus Ignatius de Hosson. Twee halfbroers van Jan Baptist zijn Cornelis Tétar van Elven (1817-1845) en de kunstschilder Paul Tétar van Elven (1823-1896), met name bekend door het huismuseum Museum Paul Tetar van Elven in Delft.
Rond 1813 is het gezin van Henri en Dorothea verhuisd naar Antwerpen, waar Henri werkte als laarzenmaker en vanaf 1817 als griffier van het militair gerechtshof. Zijn zonen Martin en Jan Baptist gingen in Antwerpen naar de Koninklijke Academie. Na een verhuizing in 1826 naar Sint-Jans-Molenbeek bij Brussel zette Jan Baptist zijn studie voort aan de Koninklijke Academie in Brussel. 

## Leven en werk
Op 12 november 1827 trouwde Jan Baptist te Sint-Jans-Molenbeek met zijn nicht Françoise Sophie (Fanny) Noël (1795-1858), de oudste dochter van Sophie Tétar (1774-1853, een oudere zuster van Anne) en de in Metz geboren koffiehuishouder Pierre Noël (1769-1835). Zij woonden aan de Oude Turfmarkt in Amsterdam.  

### Molenbeek 1828-1830
Op 30 augustus 1828 werd in Sint-Jans-Molenbeek hun eerste kind geboren, die geregistreerd werd als Pierre Théodore Henri van Elven, vernoemd naar beide grootvaders en zijn stiefgrootmoeder. Als roepnaam werd Pierre gebruikt, maar ook Piet. Later werd een andere volgorde gehanteerd: Pierre Henri Théodore oftewel Petrus Henricus Theodorus. De familienaam is nooit formeel gewijzigd, waardoor Pierre's vader bij zijn huwelijk in Molenbeek zijn doopakte uit de Franse Kapel in Amsterdam met de naam Jean Baptiste van Elven had overlegd en ook Pierre met de achternaam Van Elven werd geregistreerd. Hij gebruikte echter net als zijn vader de naam Tétar van Elven.  

### Amsterdam 1830-1853
Ten tijde van de Belgische Revolutie in 1830 is de gehele familie terugverhuisd naar Amsterdam. Daar zijn (in ieder geval) nog vier kinderen van Jan Baptist en Fanny geboren: Sophia Henriëtte (Sophie, 1830-1900), de kunstschilder J. Eduard Tétar van Elven (1832-1859), Louisa Gerarda (Louise, 1834-1915) en Sophie Françoise (1839-1839). Het gezin woonde tot mei 1857 op het adres Spinhuissteeg 16, tussen de Oudezijds Achterburgwal en de Kloveniersburgwal. Uit het register van de Nationale Militie uit 1848 blijkt dat Pierre (daarin vermeld als Petrus Hendricus Theodorus van Elven) 1.57 m lang was. 
Pierre begon zijn opleiding in Amsterdam aan het Teeken-Instituut van de Maatschappij tot Nut van 't Algemeen, waar zijn vader hoofdonderwijzer was. Daar had hij tegelijkertijd les met zijn oom Paul, diens pleegbroer Henri Halle en met zijn eigen broer J. Eduard Tétar van Elven. De schooljaren vielen samen met een kalenderjaar. Pierre begon waarschijnlijk in 1839 en studeerde hier tot en met het jaar 1846.   Op 31 januari 1842 werd voor het eerst zijn naam vermeld in de krant: het Algemeen Handelsblad meldde dat P.H.T. Tétar van Elven de eerste prijs won in de Tweede Klasse, Eerste Afdeling, met als onderwijzer Dirk Jurriaan Sluyter. Bij de jaarlijkse prijsuitreikingen won Pierre vrijwel altijd de eerste prijs. Ook kreeg hij getuigschriften voor de vakken perspectief en ornamenten. Begin 1847 kreeg hij voor het schooljaar 1846 een buitengewone prijs in de vorm van een zilveren medaille.      
In 1844 nam Pierre voor het eerst deel aan een Tentoonstelling van Levende Meesters in Amsterdam, met vier ingelijste tekeningen. Ook zijn vader Jan Baptist Tétar van Elven en zijn oom de architect Martinus Gerardus Tétar van Elven zonden werk in.       
Op 25 oktober 1846 werd Pierre tevens ingeschreven bij de Koninklijke Akademie in Amsterdam, als Petrus Tétar van Elven, zoon van Johannes Baptistus en Fanny Francoise Noël, wonende Spinhuissteeg 16, bestemming stadsgezichtsschilder. In juli 1848 en in november 1849 kreeg hij een loffelijke melding voor de Eerste Rang Derde Afdeling Tekenen naar naakt levend model. Dit impliceert dat hij in 1851 deze studie heeft afgerond, na de Tweede Afdeling Schilderen naar beelden of hoofden en de Eerste Afdeling Historische compositie. De Eerste Rang werd onderwezen door Jan Willem Pieneman (1779-1853). Aan de Koninklijke Akademie studeerden in deze tijd ook zijn neven Henricus Martinus (Henri Martin) Tétar van Elven (1828-1899) en diens broer Louis Tétar van Elven (1830-1907), de twee oudste zonen van zijn oom Martin.      
In 1852 werken vrijwel alle leden van de familie Tétar van Elven mee aan het Rembrandtfeest. In de Franse tuin in de Plantage is een diorama te zien bestaande uit acht taferelen die zijn geschilderd door Pierre en zijn vader.      

### Italië 1853-1864
Pierre vertrok rond 1853 naar Milaan. Zomer 1854 is hij samen met de kunstschilder Charles Quaedvlieg en Prinses Marianne in Napels. In 1855 woonde hij in Rome. In april 1857 wordt hij pas officieel uitgeschreven op zijn ouderlijk adres aan de Spinsteeg in Amsterdam.     
Tussen 1856 en 1864 woonde Pierre in Turijn, vanaf 1859 op het adres via Finanze 4 (in 1862 vernummerd tot 19, thans via Cesare Battisti 17). In Turijn is hij op 13 mei 1856 getrouwd met Anna Maria Angela Felicita (Annette) Fumero (1831-1886). Hier werden ook drie dochters geboren: Felicina Geoanna (1857), Angela Maria Seconda (1859) en Costanza Angela (1863).    
In 1859 exposeert Pierre een experimenteel werk, een schilderij met de belangrijkste gebouwen van Europa, genaamd L'Europe monumentale. Het ontvangt gemende kritiek.    
In 1860 organiseert de kunstenaarsvereniging Arti et Amicitiae een tentoonstelling van tekeningen, waaronder werk van Pierre. De tentoonstelling wordt bezocht door koning Willem III en de kroonprins. De koning koopt enkele werken aan, waaronder dat van Pierre.    
Hij is voor 1861 benoemd tot hofschilder van Victor Emanuel II van Italië. en leverde enkele schilderijen die het Risorgimento ondersteunden.  
In maart 1862 werd Pierre, wonend in Turijn, door koning Willem III benoemd tot ridder in de orde van de Eikenkroon. In datzelfde jaar bezocht Pierre Zweden waar hij een schilderij maakte genaamd Karel XV van Zweden en Noorwegen in zijn studio. Dit werk is door de koning nagelaten aan het Nationalmuseum in Stockholm. Deze opdracht kreeg Pierre waarschijnlijk door Karels echtgenote, koningin Louise der Nederlanden.  

### Parijs 1864-1879
In 1864 verhuisde Pierre met zijn gezin naar Parijs, waar hij tot 1879 zou blijven wonen, volgens de catalogi van de Parijse Salon achtereenvolgens op de adressen rue Gît-le-Coeur, 12 (1865), rue du Cherche-Midi, 55 (1866-1876) en rue Rochechouart, 70 (1877-1879).  
In 1866 begon hij aan een lange reis samen met Tinco Lycklama à Nijeholt naar onder andere Tunesië en Turkije. Lycklama reisde enkele jaren rond, van april 1865 tot oktober 1868. Het is onduidelijk hoe lang Pierre hem tijdens deze reizen vergezelde, maar uit zijn werken blijkt dat hij in ieder geval ook in Syrië, Palestina en Jeruzalem is geweest. In 1874 schilderde Pierre een gekostumeerd bal ten huize van Tinco: Bal Travesti chez le Baron Lycklama. Dit werk behoort tot de collectie van het voormalige Musée de la Castre in Cannes, thans het Musée des explorations du monde.   
In 1868 vermeldden de kranten dat Pierre veel lof oogstte met een schilderij in opdracht van keizerin Eugénie van Frankrijk, voorstellende het bezoek van de keizer van Rusland en de koning van Pruisen aan het Franse hof, tijdens de wereldtentoonstelling, genaamd Fête de nuit aux Tuileries, le 10 juillet 1867. Dit werk is nu te zien in Musée Carnavalet in Parijs. De keizer van Rusland zou Pierre hebben verzocht een dergelijk werk te maken voor het museum in Petersburg. De datum van de afgebeelde gebeurtenis impliceert dat Pierre al in 1867 was teruggekeerd van zijn reizen.   
In 1869 werd dochter Jeanne Octavie in Parijs geboren.   
In 1872 verscheen in de kranten het bericht dat keizer Peter II van Brazilië Pierre had bezocht in zijn atelier in Parijs.   
In 1874 en 1879 werkt Pierre mee aan de geschenken die Arti et Amicitiae geeft aan koning Willem III, voor zijn 25-jarig jubileum en voor zijn huwelijk met Emma.   

### Amsterdam 1879-1881
Vanuit Parijs kwam het gezin op 30 juli 1879 in Amsterdam wonen, op het adres Plantage Muidergracht 33. In het Bevolkingsregister is Pierre vermeld als Petrus Hendrikus Theodorus Tetar van Elven. Daar bleven zij wonen tot 28 september 1881.  
In deze korte periode in Nederland had Pierre allereerst met zijn vader gewerkt aan de beschildering van de Wintertuin van Grand Hotel Krasnapolsky in Amsterdam. Deze schilderingen geven "een aanschouwelijk beeld van de Schilder-, Dicht- en Toonkunst, onder de schutse der Nederlandsche maagd, die het Rijkswapen omklemd houdt". De bloemstukken en de medaillons in de Biljartkamer werden beschilderd door Marie Tétar van Elven, die in de kranten werd omschreven als de jeugdige dochter van de schilder. Dit zou Pierre's dochter Angela Maria Seconda kunnen zijn, maar waarschijnlijk was het zijn nicht Maria Henriëtte (Marie) Tétar van Elven, de dochter van zijn overleden oom Cornelis Tétar van Elven, die eveneens in Amsterdam woonde en die in 1880 ook een portret exposeerde op een Tentoonstelling van Levende Meesters. De Wintertuin werd op 13 juli 1880 ingewijd. De schilderingen van Jan Baptist en Pierre zijn nog steeds aanwezig.  
Een tweede belangrijk werk uit deze periode - eveneens samen met zijn vader - was het panorama Het beleg van Haarlem in 1572 en 1573 in het Panoramagebouw nabij Artis. Tijdens een bezoek van de koningin van Zweden Sophia van Nassau en de prins en prinses van Wied Marie der Nederlanden aan het Panoramagebouw werden zij begeleid door Pierre. Dit gebouw is in 1935 gesloopt. Het panoramadoek is lange tijd abusievelijk toegeschreven aan Pierre's oom Paul Tétar van Elven.   
In 1881 werd bekend dat Pierre een werk had geschonken aan de Vereeniging tot het vormen van een openbare verzameling van hedendaagse kunst, die uiteindelijk leidde tot het Stedelijk Museum. Dit werk stelt voor de Place de l'Opéra. Het is tegenwoordig te zien in de Balkonfoyer van het Koninklijk Concertgebouw als bruikleen van het Stedelijk Museum.    

### Italië 1881-1908
In september 1881 verhuisde Pierre met zijn gezin terug naar Italië, waar ze volgens een Nederlands krantenbericht gingen wonen in de Villa San Lorenzo in Tremezzo aan het Comomeer.    

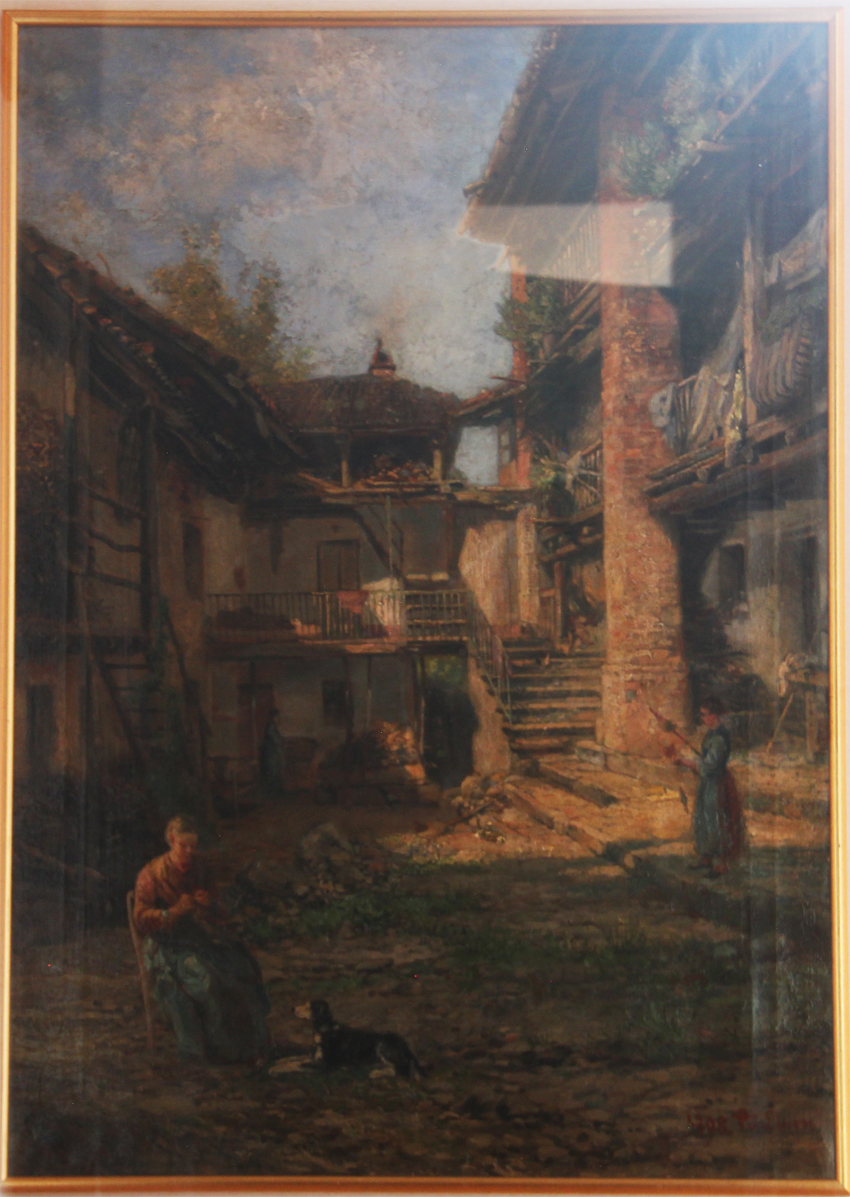
vrouwen aan het werk in een typische Lombardische boerderij uit de 19e eeuw

In 1885 woonde Pierre in Rome. Voor het einde van de eeuw keerde hij terug naar Milaan.  
In 1896 overleed Pierre's oom Paul Tétar van Elven. In de kranten werden als zijn belangrijkste werken Het Beleg van Haarlem en de Place de l'Opéra (in het Rijksmuseum) genoemd. Al snel daarna verscheen een rectificatie dat dit werken betrof van Pauls neef Pierre, thans wonende te Milaan. Zijn aanwezigheid hier is onder andere bevestigd door de schilderijen "Vrouwen op de  boerderij" uit 1898 en "De Duomo gezien vanuit de Corsia dei Servi" uit 1901. Dit laatste werk heeft een prominente plek in de Gallerie d'Italia in Milaan. 
Pierre stierf in Milaan in 1908. Zijn grafmonument bestaande uit een zuil met een buste is te vinden in de rechter vleugel van de galerij bij de ingang van het Cimitero Monumentale di Milano. Ook zijn echtgenote Anna Maria Fumero is op de zuil vermeld. Het lot van zijn vier dochters is onbekend.   

## Werken in openbare collecties
Zijn werken hangen in allerlei musea en paleizen ter wereld, zoals in het British Museum (als Pierre van Elven) in Londen, Gallerie d'Italia en Museo Poldi Pezzoli in Milaan, Villa Saluzzo Serra in Genua en Turijn, het Nationalmuseum in Stockholm, Palácio Nacional da Ajuda, Musée d'Orsay en Musée Carnavalet in Parijs, in Chateau de Compiègne, de National Gallery of Art in Washington en in San Marino.    
In Nederland is zijn werk te zien in de woning van zijn oom Paul, thans Museum Paul Tetar van Elven in Delft, en zoals voormeld in het Concertgebouw en Hotel Krasnapolsky, maar zijn werk bevindt zich ook in de collecties van het Rijksmuseum en het Stadsarchief Amsterdam. Het geschenk van Arti et Amicitiae uit 1874, bestaande uit een aantal lijsten met kleine schilderijen waaronder die van Pierre, zijn vader Jan Baptist en zijn oom Paul, hangt in het Koninklijk Paleis Amsterdam.   